# Rhyacophila tarda
Rhyacophila tarda là một loài Trichoptera trong họ Rhyacophilidae. Chúng phân bố ở miền Cổ bắc.